# Witvinvaalhaai
De witvinvaalhaai (Hemitriakis leucoperiptera) is een haai uit de familie van de gladde haaien.

## Voorkomen en status op de Rode Lijst van de IUCN
De witvinvaalhaai komt voor in het centrale westelijke deel van de Grote Oceaan bij de Filipijnen.
Het is een zeer zeldzame soort haai van de kustwateren rond de  Filipijnen (zie kaartje). In dit gebied wordt intensief gevist. De biotoop voor de levensgemeenschap in zee wordt daar aangetast door het gebruik van dynamiet en cyanide bij het vissen en het vernietigen van koraalriffen. De afgelopen 50 jaar zijn er geen wetenschappelijk bevestigde vangsten van de witvinvaalhaai gedaan. Wel zijn er in het kader van een biodiversiteitsonderzoek van het Wereldnatuurfonds op de Filipijnen haaien aangetroffen van het geslacht Hemitriakis. Om welke soort het gaat, is niet vastgesteld. De witvinvaalhaai staat op de internationale rode lijst als bedreigde diersoort.
Verder is heel weinig bekend over de witvinvaalhaai. Alles wat men weet, komt uit onderzoek aan twee in het wild gevangen exemplaren, waarvan een exemplaar een vrouwtje van 96 cm was met 12 foetussen in haar buik. Bij deze soort haai (zoals bij meer soorten haaien) komen de eieren binnen het lichaam van het vrouwtje tot ontwikkeling.
Diepwater sikkelvinvaalhaai (Hemitriakis abdita) · Hemitriakis complicofasciata · Sikkelvinvaalhaai (Hemitriakis falcata) · Japanse vaalhaai (Hemitriakis japanica) · Witvinvaalhaai (Hemitriakis leucoperiptera)